# ジュリアン・シュナーベル
ジュリアン・シュナーベル（Julian Schnabel、1951年10月26日 - ）は、アメリカ合衆国の画家・映画監督。新表現主義の画家として著名。

## 来歴
ニューヨーク市ブルックリン区出身のユダヤ系。ヒューストン大学で学んだが、アーティストとしてはなかなか芽が出なかった。しかし、1970年代の終わりに、若き画商であったメアリー・ブーンに見出され、彼女の画廊で催された個展において、壊れた陶器の皿をカンヴァスに張りつけた作品などが話題になり、1980年代の新表現主義(Neo Expressionism)の中核をなす画家となった。2016年3月にはLAにある現代美術ギャラリーBLUM & POEでも個展を開催。
映画監督・脚本家としては、1996年には交流のあった画家ジャン・ミッシェル・バスキアの伝記映画『バスキア』を制作。2002年の『夜になるまえに』でヴェネツィア国際映画祭の審査委員グランプリを、2007年の『潜水服は蝶の夢を見る』で第60回カンヌ国際映画祭監督賞、および第65回ゴールデングローブ賞監督賞を受賞した。

### 私生活
現在もニューヨーク在住。デザイナーのジャクリーン・ビューラングと結婚。3人の子供がいるが、離婚。その後、スペイン人女優兼モデルのオラッツ・ロペス・ガルメンディアと再婚。双子の息子がいる。スペイン語を流暢に話すことができる。

## 主なフィルモグラフィ
- バスキア Basquiat (1996) 監督・脚本
- 夜になるまえに Before Night Falls (2000) 監督・脚本
- 潜水服は蝶の夢を見る La Scaphandre et le papillon (2007) 監督
- ルー・リード/ベルリン LOU REED'S BERLIN Lou Reed's Berlin (2008) 監督
- ミラル Miral (2010) 監督
- 永遠の門 ゴッホの見た未来 At Eternity's Gate (2018) 監督・脚本